# Ranunculus californicus
Ranunculus californicus ist eine Pflanzenart aus der Gattung Hahnenfuß (Ranunculus) innerhalb der Familie der Hahnenfußgewächse (Ranunculaceae).

## Beschreibung

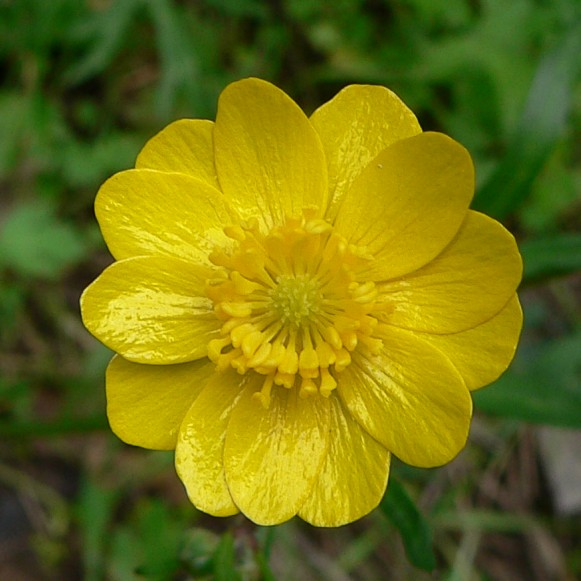
Blüte im Detail

### Vegetative Merkmale
Ranunculus californicus wächst als meist ausdauernde, selten einjährige krautige Pflanze und erreicht Wuchshöhen von selten 11 bis, meist 18 bis 70 Zentimetern. Je Pflanzenexemplar werden einige aufrechten bis niederliegenden, etwas hohlen Stängel sind kahl oder rau, striegelig behaart, an der Basis nicht knollig und bilden an den Knoten keine Wurzeln. Die Wurzeln sind faserig nicht knotig.
Die wechselständig angeordneten Laubblätter sind meist in Blattstiel und -spreite gegliedert und sehr variabel. Die Blattspreite der Grundblätter und der unteren Stängelblätter ist bei einer Länge von 1,8 bis 5,8 Zentimetern sowie einer Breite von 2,3 bis 7,6 Zentimetern im Umriss breit-eiförmig oder herzförmig und sie ist dreilappig, dreiteilig oder aus drei Blättchen bestehend. Die Blättchen oder Abschnitte der Grundblätter sind ungeteilt oder ein- bis zweilappig oder -geteilt. Die Endabschnitte sind linealisch bis kreisrund. Die Blattränder sind gezähnt, gekerbt oder ganz, die Blattspitze zugespitzt bis abgerundet. Die obersten Stängelblätter sind stark reduziert, tief geteilt oder zusammengesetzt.

### Generative Merkmale
Wenige bis viele Blüten befinden sich in einem zymösen Blütenstand. Der Blütenstiel ist bis zu 15 Zentimeter lang.
Die zwittrige Blüte ist radiärsymmetrisch mit doppelter Blütenhülle. Der Blütenboden ist kahl oder schwach steif behaart. Die fünf grünlichen oder rötlich getönten Kelchblätter sind 4 bis 8 Millimeter lang sowie 2 bis 4 Millimeter breit, weich behaart und 2 bis 3 Millimeter über ihrer Basis zurückgebogen; sie fallen früh ab. Die 9 bis 17 freien, gelben Kronblätter sind selten 6 bis, meist 7 bis 14 lang sowie 2 bis 6 Millimeter breit. Auf der Oberseite der Kronblätter befinden sich kahle, etwa 0,7 Millimeter lange Nektarschuppen. Es sind viele und viele (15 bis 40) Fruchtblätter vorhanden.
Die Sammelfrucht ist bei einer Länge von 3 bis 7 Millimetern sowie einem Durchmesser von 4 bis 9 Millimetern kugel- oder halbkugelförmig und enthält viele (15 bis 40) Achänen. Die Achänen sind bei einer Länge von 1,8 bis 3,2 Millimetern sowie einer Breite von 1,4  bis 3,2 Millimetern scheibenförmig oder breit-eiförmig und kahl oder selten steif behaart mit dicker Fruchtwand. Ihr etwas gekielter Rand bildet eine schmale Rippe von 0,1 bis 0,2 Millimeter Breite. Der haltbare Schnabel ist bei einer Länge von 0,2 bis 0,8 Millimetern lanzettlich und gebogen.

## Systematik und Verbreitung
Die Erstbeschreibung von Ranunculus californicus erfolgte 1849 durch George Bentham in Plantas Hartwegianas imprimis Mexicanas ..., S. 295.
Die beiden Varietäten kommen in den westlichen US-Bundesstaaten Kalifornien sowie Oregon und im mexikanischen Bundesstaat Baja California vor. Sehr selten kommt sie im südöstlichen Teil von Vancouver Island und angrenzenden Inseln in der kanadischen Provinz British Columbia vor; die erste Aufsammlung in Kanada erfolge 1952 auf Trail Island, aber nichts deutet darauf hin, dass sie in British Columbia ein Neophyt wäre.
In der Flora of North America 1997 sind zwei Varietäten verzeichnet:
- Ranunculus californicus Bentham var. californicus: Die aufrechten bis liegenden Stängel sind behaart oder kahl. Die Blattspreite der Grundblätter ist 2,8 bis 5,8 × 4 bis 6 Zentimeter groß. Die Blättchen oder Blattsegmente sind ungeteilt oder ein- bis zweilappig oder -teilig. Ihr Rand ist gezähnt oder ganz, die Spitze ist zugespitzt oder abgerundet spitz. Die Endsegmente sind länglich-elliptisch bis lanzettlich oder linealisch. Die Achänen sind 1,8 bis 3,2 × 1,4 bis 2,4 Millimeter groß. Die Chromosomenzahl beträgt 2n = 28. Die Blütezeit liegt im Heimatgebiet im Winter, Frühling und Sommer und reicht von März bis August. Sie gedeiht auf Grasland und offenem Waldland in Höhenlagen von 0 bis 2000 Metern in den westlichen US-Bundesstaaten Kalifornien und Oregon sowie in Mexiko in Baja California.[2]
- Ranunculus californicus var. cuneatus Greene: Sie wurde 1892 durch Edward Lee Greene erstbeschrieben. Der Stängel ist niederliegend und striegelig behaart. Die Blattspreite der Grundblätter ist 4 bis 5 × 4 bis 6 Millimeter Zentimeter groß. Die Blättchen oder Blattsegmente sind ungeteilt oder einlappig. Ihr Rand ist gezähnt oder gekerbt und die Spitze ist abgerundet oder stumpf. Die Endsegmente sind elliptisch bis kreisförmig. Die Achänen sind 1,8 bis 2,2 × 1,4 bis 1,8 Millimeter groß. Die Blütezeit liegt im westlichen Nordamerika im Winter und Frühling und reicht von Januar bis April. Sie gedeiht an Klippen und Hängen in nähe zur Küste in Höhenlagen von 0 bis 200 Metern in Kalifornien und Oregon.[2]